# Glenn Firebaugh
Glenn Firebaugh (Charleston (Virginia Occidental), 23 de octubre de 1948) es un sociólogo estadounidense y una autoridad internacional en métodos de investigación de ciencias sociales. Actualmente es el Profesor de la Cátedra de Sociología Roy C. Buck, en la Universidad del Estado de Pensilvania. También ha ocupado puestos regulares o de visitante en la Universidad de Harvard, la Universidad de Vanderbilt y la Universidad de Míchigan.
Firebaugh es más conocido por sus contribuciones a la estadística y sus métodos para la investigación sobre la desigualdad global. Sus publicaciones son muy citadas por otros científicos sociales.

## Carrera
Glenn Firebaugh asistió a la escuela de posgrado en la Universidad de Indiana en Bloomington, donde recibió su M.A. en 1974 y su doctorado en 1976, ambos en sociología con especialización en econometría y modelos matemáticos. Luego se unió a la Universidad de Vanderbilt en 1976 como Profesor Asistente, y luego avanzó a Profesor Asociado en 1982. Se unió a la Universidad del Estado de Pensilvania como Profesor Titular en 1988 y fue Jefe del Departamento de Sociología de 2001-2004. Avanzó a Profesor Distinguido en 2006.
De 1995 a 1996, Firebaugh fue editor adjunto y de 1997 a 1999 fue editor de la American Sociological Review.

## Contribuciones principales

### Reglas para la investigación social
Firebaugh resume los principios para una buena investigación en su libro Seven Rules for Social Research. La primera regla es que "debe haber la posibilidad de sorpresa en la investigación social". Una buena investigación también "buscará las diferencias que marcan la diferencia" (Regla 2) y "construirá controles de la realidad" (Regla 3). La regla 4 aconseja a los investigadores replicar, es decir, "para ver si los análisis idénticos producen resultados similares para diferentes muestras de personas" (p.90). Las siguientes dos reglas instan a los investigadores a "comparar cosas similares" (Regla 5) y a "estudiar el cambio" (Regla 6); estas dos reglas son especialmente importantes cuando los investigadores quieren estimar el efecto de una variable sobre otra. La regla final, "Que el método sea el servidor, no el maestro", recuerda a los investigadores que los métodos son el medio, no el final, de la investigación social. Desde el principio, es fundamental adaptar el diseño de la investigación al problema de la investigación, y no a la inversa.

### Ecuación general de Firebaugh para índices de desigualdad
Los índices de desigualdad son medidas escalares diseñadas para cuantificar el grado de desigualdad en la distribución de un bien valioso, como el ingreso. Los investigadores a menudo usan índices de desigualdad para comparar el grado de desigualdad entre las poblaciones (por ejemplo, para determinar si existe una mayor desigualdad de ingresos en California que en Texas, o en Brasil versus Sudáfrica). El índice de desigualdad más conocido es el coeficiente de Gini; otros incluyen la medida de Atkinson, el índice de Theil, el índice de Hoover (también llamado índice de Robin Hood) y muchos otros.
Firebaugh ha demostrado que los índices de desigualdad estándar se reducen a una forma común conveniente. Comienza señalando que existe igualdad perfecta cuando la relación de desigualdad, rj = Xj / X ) es igual a 1.0 para todas las j unidades en alguna población (por ejemplo, hay una desigualdad de ingresos perfecta cuando el ingreso de cada uno Xj es igual al ingreso promedio X ), de modo que rj = 1.0 para todos). La desigualdad, entonces, se refiere a las desviaciones del rj de 1.0; cuanto mayor es la desviación promedio, mayor es la desigualdad. Los índices de desigualdad reflejan ese hecho porque tienen esta forma común:
          Índice de desigualdad = {\displaystyle \Sigma _{j}p_{j}f(r_{j}),} 
donde pj pondera las unidades por su población compartida (necesario en un análisis comparativo, por ejemplo, dado que los países varían en población), y f (rj) es una función de la desviación del rj de cada unidad de 1.0, el punto de igualdad. La idea importante de la ecuación general de desigualdad de Firebaugh es que los índices de desigualdad difieren porque emplean diferentes funciones de la distancia de las razones de desigualdad (rj) desde 1.0.

### Tendencias en la desigualdad del ingreso global
Firebaugh fue uno de los primeros en notar que la desigualdad de ingresos para el mundo en general se estabilizó en las últimas décadas del siglo XX, después de haber aumentado durante más de dos siglos. Firebaugh describe este importante punto de inflexión en un artículo principal de 1999 en el American Journal of Sociology y en un libro de 2003. Si bien la desigualdad mundial de ingresos es masiva, se ha mantenido relativamente estable o ha disminuido un tanto en los últimos años debido al rápido crecimiento de los ingresos en China y la India. Los hallazgos de Firebaugh desafiaron afirmaciones anteriores de que la desigualdad global de ingresos continúa aumentando rápidamente. Según Firebaugh, ese reclamo se basó en un error: a cada país se le asignó la misma ponderación, a pesar de las grandes diferencias en el tamaño de la población. Cuando a los países populosos como China e India se les da el peso debido, los datos muestran que la desigualdad global de ingresos no ha aumentado de forma pronunciada, y lo más probable es que no aumente. Los hallazgos de Firebaugh han sido verificados por otros. Como resultado, las afirmaciones anteriores de las Naciones Unidas y del Banco Mundial sobre la creciente desigualdad de ingresos a nivel mundial se han modificado en sus publicaciones más recientes.

### Evitar la falacia ecológica
Se dice que los investigadores cometen la falacia ecológica cuando hacen inferencias no probadas sobre las relaciones a nivel individual a partir de datos agregados. Se llama falacia porque se basa en la suposición problemática de que las relaciones en un nivel de agregación también se mantienen en otro nivel de agregación. Para ilustrarlo se puede considerar el hecho de que George Wallace, un gobernador de cuatro períodos de Alabama y conocido segregacionista que se presentó como candidato independiente en las elecciones presidenciales estadounidenses de 1968, recibió una mayor proporción de votos en las regiones con porcentajes más altos de votos negros. De esto uno podría concluir erróneamente que los negros estaban desproporcionadamente inclinados a votar por Wallace (las encuestas postelectorales demostraron que, si bien uno de cada ocho blancos votó por Wallace, prácticamente ningún negro lo hizo). Firebaugh ha contribuido a esta literatura al delinear condiciones teóricas o reglas bajo las cuales es posible inferir relaciones a nivel individual a partir de datos agregados. Estas condiciones son importantes porque los investigadores están sujetos a la falacia ecológica en prácticamente todas las ciencias sociales y del comportamiento, desde la historia hasta la ciencia política y la epidemiología, ya que los datos a nivel individual a menudo no están disponibles.

## Libros
- Seven Rules for Social Research. Princeton: Princeton University Press. 2008. pp. 252 + index.
- The New Geography of Global Income Inequality. Cambridge and London: Harvard University Press. 2003. pp. 249 + index. 2 maps, 28 tables, 23 figures.
- Analyzing Repeated Surveys. Sage University Paper Series on Quantitative Applications in the Social Sciences, no. 07-115. Thousand Oaks, CA: Sage. 1997.

## Premios y reconocimientos
- Taiwan National Science Council Distinguished Lecturer, Academia Sinica, Taipéi, 2005
- Faculty Scholar Medal for Outstanding Achievement in the Social and Behavioral Sciences, Pennsylvania State University, 2001
- Best-Article Prize, Center for the Study of Inequality, Cornell University, 2001, for “Empirics of World Income Inequality” (American Journal of Sociology, May 1999)
- Lecturer, Zentrum fur Umfragen, Methoden und Analysen, Mannheim, Germany, 2000
- Distinction in the Social Sciences Award, College of the Liberal Arts, Pennsylvania State University, 2000
- Member, Sociological Research Association
- NIMH Fellow in Quantitative Methods, Indiana University, Bloomington, IN